# 现存不列颠及爱尔兰公爵列表
此列表包含了由英格蘭王國、蘇格蘭王國、大不列顛王國、愛爾蘭王國、大不列顛和愛爾蘭聯合王國和大不列顛和北愛爾蘭聯合王國冊封的31個現存公爵爵位。有關更完整的列表，包含已絕嗣、歸屬待定、被停止或被剝奪的公爵爵位，請參閱不列顛及愛爾蘭公爵爵位列表。
在英格蘭貴族爵位中，公爵等級的爵位曾被冊封74次（當中40次使用新爵號、其餘均為重封），其中曾有兩名女性獲封（均爲終身爵位）。而其中的馬爾博羅公爵則曾因其特殊繼承條件，由女性（第二代馬爾博羅女公爵）繼承。在此74個爵位中，37個（含兩個女爵位）已絕嗣，16個被剝奪或降級，10個與王位合併，只現存11個爵位（見下表）。第一個爵位，康沃爾公爵會自動授予王位繼承人暨君主在世的最年長兒子。在與王位合併的爵位中，蘭開斯特公爵則仍為英國君主提供收入。絕大部分已絕嗣的非皇室爵位均在20世紀前絕嗣（利兹公爵在1964年、纽卡斯尔公爵在1988年、波特蘭公爵在1990年絕嗣）。最後一個被剝奪的英格蘭公爵爵位在1715年被剝奪，而最後一個絕嗣的英格蘭公爵爵位則爲波特蘭公爵，在1990年絕嗣。
最早冊封的六個公爵爵位是在1337年至1386年冊封的：康沃爾公爵於1337年，蘭開斯特公爵於1351年，克拉倫斯公爵於1362年，約克公爵於1385年，格洛斯特公爵於1385年，和愛爾蘭公爵於1386年。愛爾蘭公爵此一爵位只被使用了兩年（不要和愛爾蘭貴族爵位中的公爵爵位混淆），而克拉倫斯公爵則在第一代公爵因叛國被處決後再未被使用過（克拉倫斯後來曾作爲雙名爵位的一部分被使用過——如克拉倫斯和聖安德魯斯公爵和克拉倫斯和阿文代爾公爵）。約克公爵和格洛斯特公爵均曾絕嗣和重封（現爵位是屬於聯合王國貴族），並為皇室爵位，只授於王子及其後代。蘭開斯特公爵則與王位合併，由君主持有。1397年9月29日，在一天内有多達六個公爵爵位被冊封，儘管全部爵位均已絕嗣。
撇除康沃爾公爵和蘭開斯特公爵，現存最古老的爵位是在1483年冊封的诺福克公爵（第一次冊封是在1397年），因此其被認爲是英格蘭公爵之首。蘇格蘭公爵之首為漢密爾頓和布蘭登公爵，而愛爾蘭公爵之首則為倫斯特公爵。

## 禮儀順序
公爵之間的禮儀順序為：
1. 英格蘭貴族中的公爵，按冊封日期排序
2. 蘇格蘭貴族中的公爵，按冊封日期排序
3. 大不列顛貴族中的公爵，按冊封日期排序

英國公爵的冠冕在紋章中的表示。

4. 愛爾蘭貴族中在1801年前獲封的公爵，按冊封日期排序
5. 聯合王國貴族中的公爵和愛爾蘭貴族中在1801年後獲封的公爵，按冊封日期排序

雖然公爵的禮儀順序通常依照爵位的冊封年份排序，但君主可以給予任何貴族更前的順序。皇室爵位由於是授於王室成員，因此其實際順序會比按冊封年份排序為前。威爾士親王（同時為康沃爾和羅撒西公爵）則排在所有公爵之前。

## 不列顛及愛爾蘭公爵
| #   | 爵位                 | 冊封日期       | 紋章 | 現任持有人                                     | 年齡 | 繼承年份 | 隸屬貴族 | 備注                                                                                           |
| --- | -------------------- | -------------- | ---- | ---------------------------------------------- | ---- | -------- | -------- | ---------------------------------------------------------------------------------------------- |
| 1.  | 康沃爾公爵           | 1337年         |      | 第二十五代康沃爾公爵威廉王子                   | 40   | 2022年   | 皇家     | 同時為蘇格蘭爵位中的羅撒西公爵（1398年冊封）和聯合王國爵位中的剑桥公爵（2011年冊封）——見下文   |
| 2.  | 諾福克公爵           | 1483年         |      | 第十八代諾福克公爵愛德華·菲茨蘭-霍華德         | 68   | 2002年   | 英格蘭   | 世襲英格蘭司禮大臣，負責王家儀式。                                                             |
| 3.  | 萨默塞特公爵         | 1547年         |      | 第十九代萨默塞特公爵約翰·西摩                  | 72   | 1984年   | 英格蘭   |                                                                                                |
| 4.  | 里奇蒙公爵           | 1675年         |      | 第十一代里奇蒙公爵查爾斯·戈登-倫諾克斯         | 70   | 2017年   | 英格蘭   | 同時為蘇格蘭爵位中的倫諾克斯公爵（1675年冊封）——見下文                                         |
| 5.  | 格拉夫頓公爵         | 1675年         |      | 第十二代格拉夫頓公爵亨利·菲茨羅伊              | 46   | 2011年   | 英格蘭   |                                                                                                |
| 6.  | 蒲福公爵             | 1682年         |      | 第十二代博福特公爵亨利·索美塞特                | 72   | 2017年   | 英格蘭   |                                                                                                |
| 7.  | 聖奧爾本斯公爵       | 1684年         |      | 第十四代聖奧爾本斯公爵莫瑞·博克萊爾            | 86   | 1988年   | 英格蘭   |                                                                                                |
| 8.  | 公爵                 | 1694年         |      | 第十五代貝德福德公爵安德魯·羅素                        | 62   | 2003年   | 英格蘭   |                                                                                                |
| 9.  | 德文郡公爵           | 1694年         |      | 第十二代德文郡公爵佩里格林·卡文迪許            | 80   | 2004年   | 英格蘭   |                                                                                                |
| 10. | 馬爾博羅公爵         | 1702年         |      | 第十二代馬爾博羅公爵詹姆斯·斯賓塞-邱吉爾       | 69   | 2014年   | 英格蘭   |                                                                                                |
| 11. | 拉特蘭公爵           | 1703年         |      | 第十一代拉特蘭公爵大衛·曼納斯                  | 65   | 1999年   | 英格蘭   |                                                                                                |
|     | 羅撒西公爵           | 1398年         |      | 第二十四代羅撒西公爵威廉王子                   | 40   | 2022年   | 皇家     | 同時為英格蘭爵位中的康沃爾公爵（1337年冊封）——見上文                                           |
| 12. | 漢密爾頓公爵         | 1643年         |      | 第十六代漢密爾頓公爵亞歷山大·道格拉斯-漢密爾頓 | 46   | 2010年   | 蘇格蘭   | 同時為大不列顛爵位中的布蘭登公爵（1711年冊封）——見下文                                         |
| 13. | 巴克盧和昆斯伯里公爵 | 1663年和1684年 |      | 第十代巴克盧公爵理查·史考特                    | 71   | 2007年   | 蘇格蘭   |                                                                                                |
|     | 倫諾克斯公爵         | 1675年         |      | 第十一代倫諾克斯公爵查爾斯·戈登-倫諾克斯       | 70   | 2017年   | 蘇格蘭   | 同時為英格蘭爵位中的里奇蒙公爵（1675年冊封）——見上文                                           |
| 14. | 阿蓋爾公爵           | 1701年         |      | 第十三代阿蓋爾公爵托庫希爾·坎貝爾              | 56   | 2001年   | 蘇格蘭   | 同時為聯合王國爵位中的阿蓋爾公爵（1892年冊封）——見下文                                         |
| 15. | 阿索爾公爵           | 1703年         |      | 第十二代阿索爾公爵布魯斯·莫瑞                  | 64   | 2012年   | 蘇格蘭   |                                                                                                |
| 16. | 蒙羅斯公爵           | 1707年         |      | 第八代蒙羅斯公爵詹姆斯·格雷厄姆                | 89   | 1992年   | 蘇格蘭   |                                                                                                |
| 17. | 羅克斯堡公爵         | 1707年         |      | 第十一代羅克斯堡公爵查爾斯·英尼斯-克爾         | 44   | 2019年   | 蘇格蘭   |                                                                                                |
|     | 布蘭登公爵           | 1711年         |      | 第十三代布蘭登公爵亞歷山大·道格拉斯-漢密爾頓   | 46   | 2010年   | 大不列顛 | 同時為蘇格蘭爵位中的漢密爾頓公爵（1643年冊封）——見下文                                         |
| 18. | 曼徹斯特公爵         | 1719年         |      | 第十三代曼徹斯特公爵亞歷山大·蒙塔古            | 62   | 2002年   | 大不列顛 |                                                                                                |
| 19. | 諾森伯蘭公爵         | 1766年         |      | 第十二代諾森伯蘭公爵拉爾夫·珀西                | 68   | 1995年   | 大不列顛 |                                                                                                |
| 20. | 倫斯特公爵           | 1766年         |      | 第九代倫斯特公爵莫里斯·斐茲傑惹                | 76   | 2004年   | 愛爾蘭   |                                                                                                |
| 21. | 威靈頓公爵           | 1814年         |      | 第九代威靈頓公爵查爾斯·韋爾斯利                | 79   | 2014年   | 聯合王國 |                                                                                                |
| 22. | 薩瑟蘭公爵           | 1833年         |      | 第七代薩瑟蘭公爵法蘭西斯·埃格頓                | 85   | 2000年   | 聯合王國 |                                                                                                |
| 23. | 阿伯康公爵           | 1868年         |      | 第五代阿伯康公爵詹姆斯·漢密爾頓                | 90   | 1979年   | 愛爾蘭   |                                                                                                |
| 24. | 西敏公爵             | 1874年         |      | 第七代西敏公爵休·格羅夫納                      | 34   | 2016年   | 聯合王國 |                                                                                                |
|     | 戈登公爵             | 1876年         |      | 第六代戈登公爵查爾斯·戈登-倫諾克斯             | 70   | 2017年   | 聯合王國 | 同時為英格蘭爵位中的里奇蒙公爵（1675年冊封）和蘇格蘭爵位中的倫諾克斯公爵（1675年冊封）——見上文 |
|     | 阿蓋爾公爵           | 1892年         |      | 第六代阿蓋爾公爵托庫希爾·坎貝爾                | 56   | 2001年   | 聯合王國 | 同時為蘇格蘭爵位中的阿蓋爾公爵（1701年冊封）——見上文                                           |
| 25. | 法夫公爵             | 1900年         |      | 第四代法夫公爵大衛·卡內基                      | 64   | 2015年   | 聯合王國 |                                                                                                |
| 26. | 格洛斯特公爵         | 1928年         |      | 第二代告羅士打公爵理察王子                     | 80   | 1974年   | 皇家     |                                                                                                |
| 27. | 根德公爵             | 1934年         |      | 第二代肯特公爵愛德華親王                       | 89   | 1942年   | 皇家     |                                                                                                |
| 28. | 约克公爵             | 1986年         |      | 第一代約克公爵安德魯王子                       | 65   | 1986年   | 皇家     |                                                                                                |
|     | 剑桥公爵             | 2011年         |      | 第一代劍橋公爵威廉王子                         | 42   | 2011年   | 皇家     | 同時為英格蘭爵位中的康沃爾公爵（1337年冊封）和蘇格蘭爵位中的羅撒西公爵（1398年冊封）——見上文   |
| 29. | 薩塞克斯公爵         | 2018年         |      | 第一代薩塞克斯公爵哈里王子                     | 40   | 2018年   | 皇家     |                                                                                                |
| 30. | 愛丁堡公爵           | 2023年         |      | 第一代愛丁堡公爵愛德華王子                     | 61   | 2023年   | 皇家     | 為終身爵位                                                                                     |

## 公爵繼承人列表

### 法定繼承人
| 繼承人                   | 公爵爵位   | 關係     | 備注                     |
| 皇室爵位                 | 皇室爵位   | 皇室爵位 | 皇室爵位                 |
| ------------------------ | ---------- | -------- | ------------------------ |
| 阿爾斯特伯爵             | 告羅士打   | 獨子     |                          |
| 聖安德魯斯伯爵           | 根德       | 長子     |                          |
| 威爾斯的喬治王子         | 剑桥       | 長子     | 不使用斯特拉森伯爵此頭銜 |
| 薩塞克斯的亞契王子       | 修適士     | 獨子     | 不使用東寶庭伯爵此頭銜   |
| 英格蘭貴族爵位           |            |          |                          |
| 阿倫德爾伯爵             | 諾福克     | 長子     |                          |
| 西摩勳爵                 | 萨默塞特   | 長子     |                          |
| 馬奇和金拉拉伯爵         | 里奇蒙     | 長子     |                          |
| 尤斯頓伯爵               | 格拉夫頓   | 長子     |                          |
| 伍斯特侯爵               | 蒲福       | 長子     |                          |
| 伯福德伯爵               | 聖奧爾本斯 | 獨子     |                          |
| 塔維斯托克侯爵           | 貝德福德   | 獨子     |                          |
| 伯靈頓伯爵               | 德文郡     | 獨子     | 不使用哈廷頓侯爵此頭銜   |
| 布蘭福德侯爵             | 馬爾博羅   | 長子     |                          |
| 格蘭比侯爵               | 拉特蘭     | 長子     |                          |
| 蘇格蘭貴族爵位           |            |          |                          |
| 道格拉斯和克萊茲代爾侯爵 | 漢密爾頓   | 長子     |                          |
| 達爾基斯伯爵             | 巴克盧     | 長子     |                          |
| 馬奇和金拉拉伯爵         | 倫諾克斯   | 長子     | 參見里奇蒙公爵           |
| 達爾基斯伯爵             | 昆斯伯里   | 長子     | 參見巴克盧公爵           |
| 洛恩侯爵                 | 阿蓋爾     | 長子     |                          |
| 塔利巴丁侯爵             | 阿索爾     | 長子     |                          |
| 格雷厄姆侯爵             | 蒙羅斯     | 長子     |                          |
| 大不列顛貴族爵位         |            |          |                          |
| 道格拉斯和克萊茲代爾侯爵 | 布蘭登     | 長子     | 參見漢密爾頓公爵         |
| 曼德維爾子爵             | 曼徹斯特   | 長子     | 頭銜有爭議               |
| 珀西伯爵                 | 諾森伯蘭   | 長子     |                          |
| 聯合王國貴族爵位         |            |          |                          |
| 莫寧頓伯爵               | 威靈頓     | 長子     | 不使用杜羅侯爵此頭銜     |
| 斯塔福德侯爵             | 薩瑟蘭     | 長子     |                          |
| 漢密爾頓侯爵             | 阿伯康     | 長子     |                          |
| 馬奇和金拉拉伯爵         | 戈登       | 長子     | 參見里奇蒙公爵           |
| 南埃斯克伯爵             | 法夫       | 長子     |                          |

### 推定繼承人
| 繼承人                 | 公爵爵位       | 關係           | 備注           |                |
| 蘇格蘭貴族爵位         | 蘇格蘭貴族爵位 | 蘇格蘭貴族爵位 | 蘇格蘭貴族爵位 | 蘇格蘭貴族爵位 |
| ---------------------- | -------------- | -------------- | -------------- | -------------- |
| 愛德華·英尼斯-克爾勳爵 | 羅克斯堡       | 弟             |                |                |
| 大不列顛貴族爵位       |                |                |                |                |
| 金布爾·蒙塔居勳爵      | 曼徹斯特       | 弟             | 頭銜有爭議     |                |
| 愛爾蘭貴族爵位         |                |                |                |                |
| 愛德華·斐茲傑惹        | 倫斯特         | 侄子           |                |                |

### 無繼承人
| 公爵爵位         | 備注                                                              |
| 皇室爵位         | 皇室爵位                                                          |
| ---------------- | ----------------------------------------------------------------- |
| 約克公爵         | 已離婚，有後代但無男嗣                                            |
| 愛丁堡公爵       | 為終身爵位                                                        |
| 聯合王國貴族爵位 |                                                                   |
| 西敏公爵         | 已婚，暂未有子嗣 威爾頓伯爵為西敏公爵持有的西敏侯爵之推定繼承人。 |

## 外部連結
- Burke′s Peerage and Gentry （页面存档备份，存于）